# Jan Florian
Jan Florian (25. prosince 1921 Stará Říše – 12. února 2007 Stará Říše) byl český malíř, sochař a restaurátor. Jeho otcem byl Josef Florian, vydavatel Dobrého díla.

## Dílo
Celoživotně se zabýval výtvarnou činností. Výtvarná díla Jana Floriana jsou součástí mnoha církevních i světských staveb a soukromých sbírek nejen v Česku. Od roku 1973 byl rytířem Vojenského a špitálního řádu sv. Lazara Jeruzalémského.
- Betlém v klášteře premonstrátů na Strahově,
- Betlém v kostele svatého Vojtěcha Praha1,
- křížová cesta v Arcibiskupském semináři Olomouc ,
- křížová cesta v kostele sv. Jiljí v Moravských Budějovicích,
- výtvarné práce v kostele svaté Anny v Žarošicích,
- spolurestaurátor fresek na hradě Bítov a v kostele svatého Jana Křtitele a svatého Jana Evangelisty při minoritském klášteře v Brně,
- oltář sochy v kostele svatého Martina a svatého Cyrila a Metoděje v Násedlovicích.
- reliéf a socha sv. Anny kostel sv. Václava Tišnově.
- oltář, ambon a křtitelnice v kostele sv. Martina v Horních Borech.

V roce 2007 (půl roku po smrti Jana Floriana) vyšla v nakladatelství Host kniha rozhovorů s bratry Janem a Gabrielem Florianovými Být dlužen za duši (ISBN 978-80-7294-249-7), která byla v roce 2008 nominována na cenu Magnesia Litera za publicistiku.